# Saanan Luonnonsuojelualue
Saanan Luonnonsuojelualue este o arie protejată (arie specială de conservare — SAC, sit de importanță comunitară — SCI) din Finlanda întinsă pe o suprafață de 240 ha, integral pe uscat.

## Localizare
Centrul sitului Saanan Luonnonsuojelualue este situat la coordonatele 69°02′30″N 20°50′06″E / 69.0417°N 20.835°E.

## Înființare
Situl Saanan Luonnonsuojelualue a fost declarat sit de importanță comunitară în august 1998 pentru a proteja 3 specii de plante și 2 specii de animale. Situl a fost protejat și ca arie specială de conservare în aprilie 2015.

## Biodiversitate
Situată în ecoregiunea alpină, aria protejată conține 11 habitate naturale: Pajiști alpine și boreale, Tufărișuri subarctice cu Salix spp., Pajiști boreale și alpine pe substrat silicios, Izvoare fino-scandinave și mlaștini produse de izvoare bogate în minerale, Izvoare petrifiante cu formare de travertin (Cratoneurion), Formațiuni pioniere alpine de Caricion bicoloris-atrofuscae, Grohotișuri silicioase de la nivelul montan până la nivelul zăpezii (Androsacetalia alpinae și Galeopsietalia ladani), Pante stâncoase calcaroase cu vegetație casmofită, Pante stâncoase silicioase cu vegetație casmofită, Păduri nordice subalpine/subarctice cu Betula pubescens ssp. czerepanovii, Păduri fino-scandinave bogate în ierburi cu Picea abies.
La baza desemnării sitului se află mai multe specii protejate:
- plante (3): Encalypta mutica, Orthothecium lapponicum, Viola rupestris subsp. relicta
- mamifere (1): gluton (Gulo gulo)
- nevertebrate (1): Vertigo geyeri

Pe lângă speciile protejate, pe teritoriul sitului au mai fost identificate 34 de specii de plante, 2 specii de păsări, 1 specie de mamifere, 20 de specii de nevertebrate.